# Viking Sky
De Viking Sky is een cruiseschip van Viking Ocean Cruises. 
Dit schip werd in juli 2012 besteld samen met de Viking Star door Viking Ocean Cruises bij Fincantieri. Het zou als Viking Sea in de vaart komen, maar door vertraging bij de bouw is besloten om het schip af te maken als Viking Sky. Zusterschepen zijn de Viking Star, Viking Sea, Viking Sun, Viking Orion en Viking Jupiter. 
Op 23 maart 2019 kwam het schip in de problemen bij de Noorse kust. Drie van de vier motoren waren in een westerstorm uitgevallen. Ondanks de weersomstandigheden lukte het de bemanning om voor anker te gaan en een reddingsoperatie in gang te zetten. Uiteindelijk werden 463 van de 1373 opvarenden met helikopters van boord gehaald, waarna de bemanning twee van de defecte motoren weer aan de gang kreeg. Onder begeleiding van sleepboten kon de Viking Sky vervolgens koers zetten richting de havenplaats Molde. Daar bleek de motorstoring mogelijk door olietekort te zijn ontstaan.